# Stan Ockers Classic
De Stan Ockers Classic is een wielercriterium in de Antwerpse gemeente Borsbeek. De wedstrijd dient tevens als provinciaal kampioenschap voor beloften, voor elite zonder contract en voor elite met contract, voor Antwerpen.

## Geschiedenis
De wedstrijd wordt sinds 1963 traditioneel op pinkstermaandag afgewerkt. In 2011 kreeg de wedstrijd wat meer aanzien, en werd deze Stan Ockers Classic genoemd, verwijzend naar wielrenner Stan Ockers. Oorspronkelijk ging deze wedstrijd door het leven onder het statuut elite individueel, en werd er ook door Vremde, Boechout en Wommelgem gereden. Vanaf 2019 besloot organisatie 't Vliegend Wiel om het over een andere boeg te gooien. Zo werd de wielerwedstrijd een criterium, en meer bepaald een na-Girocriterium. Onder andere Yves Lampaert van Deceuninck–Quick-Step, Thomas De Gendt, Victor Campenaerts en Enzo Wouters van Lotto-Soudal en Jan Bakelants van Team Sunweb waren die editie de blikvangers, en namen dan ook allemaal een plek in in de top vijf.

## Erelijst[10]
| Jaar | Goud               | Zilver             | Brons                   |
| ---- | ------------------ | ------------------ | ----------------------- |
| 2011 | Klaas Lodewyck     | Koen Barbé         | Evert Verbist           |
| 2012 | Koen Barbé         | Steven Caethoven   | Tosh Van der Sande      |
| 2013 | Jonathan Breyne    | Koen Barbé         | Matthias Van Holderbeke |
| 2014 | Jérôme Baugnies    | Victor Campenaerts | Kevin Peeters           |
| 2015 | Kenny Dehaes       | Björn Leukemans    | Stijn Steels            |
| 2016 | Jonathan Breyne    | Tosh Van der Sande | Wouter Mol              |
| 2017 | Victor Campenaerts | Jimmy Janssens     | Rob Ruijgh              |
| 2018 | Pieter Jacobs      | Ross Lamb          | Timmy De Boes           |
| 2019 | Victor Campenaerts | Yves Lampaert      | Thomas De Gendt         |